# Psylla lanceolata
Psylla lanceolata är en insektsart som beskrevs av Yang 1984. Psylla lanceolata ingår i släktet Psylla och familjen rundbladloppor. Inga underarter finns listade i Catalogue of Life.